# Fusifilum emdeorum
Fusifilum emdeorum là một loài thực vật có hoa trong họ Măng tây. Loài này được J.S.Tang & Weiglin mô tả khoa học đầu tiên năm 2001.